# Crown Jewel (2023)
Crown Jewel 2023 (укр. Коштовний камінь 2023) — п'ята подія з професійного реслінгу сервісу з Pay-per-view (PPV) у прямому ефірі, організована WWE. Подія відбулася в суботу, 4 листопада 2023 року для реслерів Raw та SmackDown на Mohammed Abdu Arena в Ер-Ріяді, Саудівська Аравія. Це вже другий Crown Jewel, проведений у цьому місці після події 2021 року. Загалом — це 10-й захід, який WWE провела в Саудівській Аравії в рамках 10-річного партнерства на підтримку Saudi Vision 2030.

## Підготовка
| Роль:                       | Ім'я:               |
| --------------------------- | ------------------- |
| Англійські коментатори      | Майкл Коул          |
| Англійські коментатори      | Вейд Барретт        |
| Арабські коментатори        | Фейсал Аль-Мугайсіб |
| Арабські коментатори        | Джуд Аль-Даджані    |
| Ринг-анонсер                | Байрон Сакстон      |
| Рефері                      | Данило Анфібіо      |
| Рефері                      | Шон Беннет          |
| Рефері                      | Джессіка Карр       |
| Рефері                      | Райан Тран          |
| Ведучі панелі перед показом | Меган Морант        |
| Ведучі панелі перед показом | Метт Кемп           |
| Ведучі панелі перед показом | Пітер Розенберг     |

### Передумови
На початку 2018 року американська організація професійного реслінгу WWE розпочала 10-річне стратегічне мультиплатформене партнерство з Міністерством спорту (колишнє Головне управління спорту) на підтримку Saudi Vision 2030, програми соціальних та економічних реформ Саудівської Аравії. Пізніше того ж року було засновано Crown Jewel як один із регулярних заходів цього партнерства в Ер-Ріяді — столиці Саудівської Аравії, наприкінці жовтня — на початку листопада. Офіційно дату було оголошено 7 жовтня 2023 року. Таким чином, п'ятий Crown Jewel і 10-й загальний захід у партнерстві з Саудівською Аравією планувалось провести в суботу 4 листопада 2023 року на арені Mohammed Abdu Arena. Це вже другий Crown Jewel, проведений у цьому місці після відповідної події 2021 року. Подія транслювалася з оплатою за перегляд у всьому світі та була доступна для прямої трансляції на Peacock у США та мережі WWE на більшості міжнародних майданчиків. У цій події брали участь реслери з брендів Raw та SmackDown.
Про Crown Jewel 2023 року вперше було заявлено у вересні 2023 року Джоном Сіна під час реклами Saudi Arabia's Riyadh Season. Також повідомлялося, що WWE організує інші заходи разом із Crown Jewel, зокрема темний атракціон у тематичному парку на честь Трунаря. Крім того, повідомлялося, що WWE намагався залучити до заходу футболіста Професійної ліги Саудівської Аравії Кріштіану Роналду.

### Сюжетні лінії
Відповідні матчі відбулися за сценарієм сюжетних ліній. Результати заздалегідь були визначені сценаристами WWE щодо брендів Raw та SmackDown, а сюжетні лінії створювалися в щотижневих телевізійних шоу WWE Monday Night Raw і Friday Night SmackDown.
9 жовтня в епізоді Raw, коли Сет «Freakin» Роллінс святкував свій успішний захист чемпіона світу у важкій вазі на Fastlane, він зіткнувся з Дрю Галловеєм, який вимагав проведення матчу за титул. Незважаючи на те, що Роллінс скаржився на втому внаслідок матчу-захисту титулу на Fastlane, він погодився. Однак Галловей заявив, що хоче зустрітися з Роллінсом під час Crown Jewel, щоб противних зміг відновитися, що влаштувало Роллінса.
На Payback Рі Ріплі перемогла Ракель Родрігес і зберегла титул чемпіона світу серед жінок. Однак під час реваншу в епізоді Raw 11 вересня Нія Джакс несподівано повернулася до WWE (уперше після короткого повернення на Royal Rumble у січні) і перемогла Родрігес, що дозволило Ріплі зберегти своє чемпіонство. Однак Джакс також перемогла Ріплі після матчу. Потім Джакс наступного тижня втрутився в командний матч, у якому брали участь Шайна Баслер і Зої Старк. Протягом наступних кількох тижнів Ріплі, Родрігес, Баслер і Джакс втручалися в матчі один одного і сварилися один з одним. Це протистояння досягло апогею під час прем'єри сезону Raw 16 жовтня, оскільки після чергової бійки між жінками, до якої також був залучений Старк, генеральний менеджер Raw Адам Пірс оголосив, що Ріплі захищатиме титул чемпіона світу серед жінок проти Джакс, Баслер, Старк і Родрігес у п'ятисторонньому матчі на Crown Jewel.
Підтримавши LA Knight на Payback, а потім об'єднавшись з ним у Fastlane, щоб перемогти The Bloodline (Джиммі Усо та Соло Сікоа), Джон Сіна відкрив прем'єру сезону SmackDown 13 жовтня, однак його перервали Сікоа, Пол Гейман та повернення лідера Bloodline й беззаперечного універсального чемпіона WWE Романа Рейнса, який взяв відпустку незабаром після SummerSlam у серпні. Рейнс дав Сіні можливість залишити ринг добровільно, не змушуючи силою, однак Сіна заявив, що він визнає перемогу Рейнса і що він не був там, щоб оскаржувати його титул. Тоді Сіна представив Найта як гідного претендента. Найт виступив і вилаяв Рейнса та відзначив власний підйом до слави за відсутності Рейнса. Тоді Усо напав на Найта ззаду, але Найт викинув його з рингу. Далі Рейнс наказав Сікоа впоратися з Найтом, і вони зіткнулися один з одним у головній події, де Усо знову спробував втрутитися, однак Сіна перешкодив йому, і Найт згодом переміг Сікоа. Після матчу Рейнс напав на Найта. 20 жовтня було оголошено, що Рейнс захищатиме беззаперечний титул універсального чемпіона WWE проти Найта в Crown Jewel. Того вечора на SmackDown, зрозумівши, що він не вигравав телевізійний одиночний матч з 2018 року, Сіна закликав будь-кого зустрітися з ним, що спонукало Сікоа взяти участь у поєдинку. 27 жовтня було оголошено матч між ними за Crown Jewel.
Після перемоги в боксерському поєдинку на MF &amp; DAZN: X Series 10 — The Prime Card 14 жовтня Лоґан Пол, чий останній матч WWE відбувся на SummerSlam у серпні, кинув виклик Рею Містеріо за титул чемпіона США. Містеріо відповів, що Пол може знайти його будь-якої п'ятниці на SmackDown. Потім Пол з'явився в епізоді 20 жовтня і розповів, що він уже переміг Містеріо в командному матчі на WrestleMania 38 у квітні 2022 року, що стало першим матчем Пола у WWE. Тоді Містеріо вийшов та прийняв виклик Пола на чемпіонат Сполучених Штатів у Crown Jewel.
Довгий час Коді Роудс був у суперечці з «Судним днем» (Фінном Балором, Деміаном Прістом, «Брудним» Домініком Містеріо та Реа Ріплі), а також з їхнім спільником Дж. Д. МакДонахом. На Fastlane Роудс і Джей Усо перемогли Балора та Пріста та виграли титул беззаперечного командного чемпіона WWE, однак Балор і Пріст повернули собі титули в матчі-реванші під час прем'єри сезону Raw 16 жовтня 2023 року. Наступного тижня, коли Балор і Пріст святкували повернення титулів, Роудс перервав їх. Після того, як Пріст висміяв і назвав Роудса невдахою, Роудс викликав Пріста на матч тієї ночі, однак Пріст відмовився, оскільки у нього вже був запланований матч проти Усо. Пріст, у свою чергу, викликав Роудса на матч у Crown Jewel, який Роудс прийняв.
На SummerSlam Б'янка Белер виграла жіночий чемпіонат WWE, але відразу після матчу Ійо Скай з Damage CTRL заключила контракт Money in the Bank і перемогла Белейр, вигравши, таким чином, титул. 18 серпня в епізоді SmackDown, після того як Белейр перемогла Damage CTRL (Скай і Бейлі) у командному матчі, Бейлі та Скай жорстоко напали на Белейр за лаштунками, поранивши стільцями їй коліно (кайфабе). Через два місяці в епізоді 20 жовтня, після того, як Скай успішно захистила свій чемпіонський титул проти Шарлотти Флер, Скай та Бейлі напали на Флер, а Белейр несподівано повернулася, врятувавши Флер. Наступного тижня Белейр оголосила, що генеральний менеджер SmackDown Нік Олдіс пообіцяв їй проведення реваншу за звання жіночого чемпіона по версії WWE проти Sky на Crown Jewel.

## Результати
| №                                                                      | Матчі*                                                                                             | Умови | Час   |
| ---------------------------------------------------------------------- | -------------------------------------------------------------------------------------------------- | --- | ----- |
| 1P                                                                     | Семі Зейн переміг Джей Ді МакДону утриманням опонента.                                             | Одиночний матч                                                                                             | 9:40  |
| 2                                                                      | Сет «Фрікін» Роллінс (с) переміг Дрю МакІнтайра утриманням опонента.                               | Одиночний матч за титул чемпіона світу у важкій вазі                                                       | 18:20 |
| 3                                                                      | Рія Ріплі (с) перемогла Наю Джакс, Шейну Безлер, Зої Старк й Ракель Родрігез утриманням опонентки. | П'ятисторонній матч за титул чемпіона світу серед жінок                                                    | 11:05 |
| 4                                                                      | Соло Сікоа переміг Джона Сіну утриманням опонента.                                                 | Одиночний матч                                                                                             | 16:10 |
| 5                                                                      | Лоґан Пол переміг Рея Містеріо (c) утриманням опонента.                                            | Одиночний матч за титул чемпіона Сполучених Штатів                                                         | 17:55 |
| 6                                                                      | Ійо Скай (c) перемогла Б'янку Белер утриманням опонентки.                                          | Одиночний матч за титул чемпіона WWE серед жінок                                                           | 16:35 |
| 7                                                                      | Коді Роудс переміг Деміана Пріста утриманням опонента.                                             | Одиночний матч                                                                                             | 11:05 |
| 8                                                                      | Роман Рейнс (c) (з Полом Гейманом) переміг Ел Ей Найта утриманням опонента.                        | Одиночний матч за титул Беззаперечного Всесвітнього чемпіона WWE (Чемпіонство WWE + Всесвітнє чемпіонство) | 20:05 |
| (c) — чемпіон на момент старту поєдинку P — матч відбувся на перед-шоу | | |       |